# 러네이 올스테드
러네이 올스테드(영어: Renee Olstead, 1989년 6월 18일 ~ )는 미국의 배우이자 가수이다.

## 출연 작품
- 나이트 오브 워킹데드 (2018)
- 베첼러 라이온스 (2018)
- 더 머더 팩트 (2015)
- 언프렌디드: 친구삭제 (2014)
- 미드나잇 게임 (2013)
- 모노가미 엑스페리먼트 (2012)
- 미국 십대의 비밀생활 시즌5 (2012)
- 미국 십대의 비밀생활 시즌1 (2008)
- 완벽한 그녀에게 딱 한가지 없는 것 (2004)
- 스코츠드 (2003)
- 제페토 (2000)
- 스페이스 카우보이 (2000)
- 인사이더 (1999)
- 엔드 오브 데이즈 (1999)
- 캐딜락 랜치 (1996)